# Delicias metróállomás
Delicias metróállomás Spanyolország fővárosában, Madridban a madridi metró 3-as vonalán.

## Metróvonalak
Az állomást az alábbi metróvonalak érintik:
- 3-as metróvonal

## Kapcsolódó állomások
A metróállomáshoz az alábbi állomások vannak a legközelebb:
- Palos de la Frontera (Moncloa, 3-as metróvonal)
- Legazpi (Villaverde Alto, 3-as metróvonal)

## Nevezetességek a közelben
- Museo del Ferrocarril de Madrid